# Nemoura rahlae
Nemoura rahlae är en bäcksländeart som beskrevs av Jewett 1958. Nemoura rahlae ingår i släktet Nemoura och familjen kryssbäcksländor. Inga underarter finns listade i Catalogue of Life.